# The Kansas City Star
The Kansas City Star is een Amerikaans dagblad uit Kansas City (Missouri). De krant wordt sinds 1880 uitgegeven en is de ontvanger van acht Pulitzerprijzen. Ernest Hemingway werkte er als jonge journalist en ook Harry Truman, die als president een moeilijke relatie had met de krant, heeft twee weken bij The Star gewerkt.
De dagelijks oplage bedraagt 200.365 en op zondag 310.487.
Nadat de krant in 1997 in de handen van Knight Ridder was gekomen, kwam het in 2006 in de stal van The McClatchy Company terecht.

## Fotogalerij

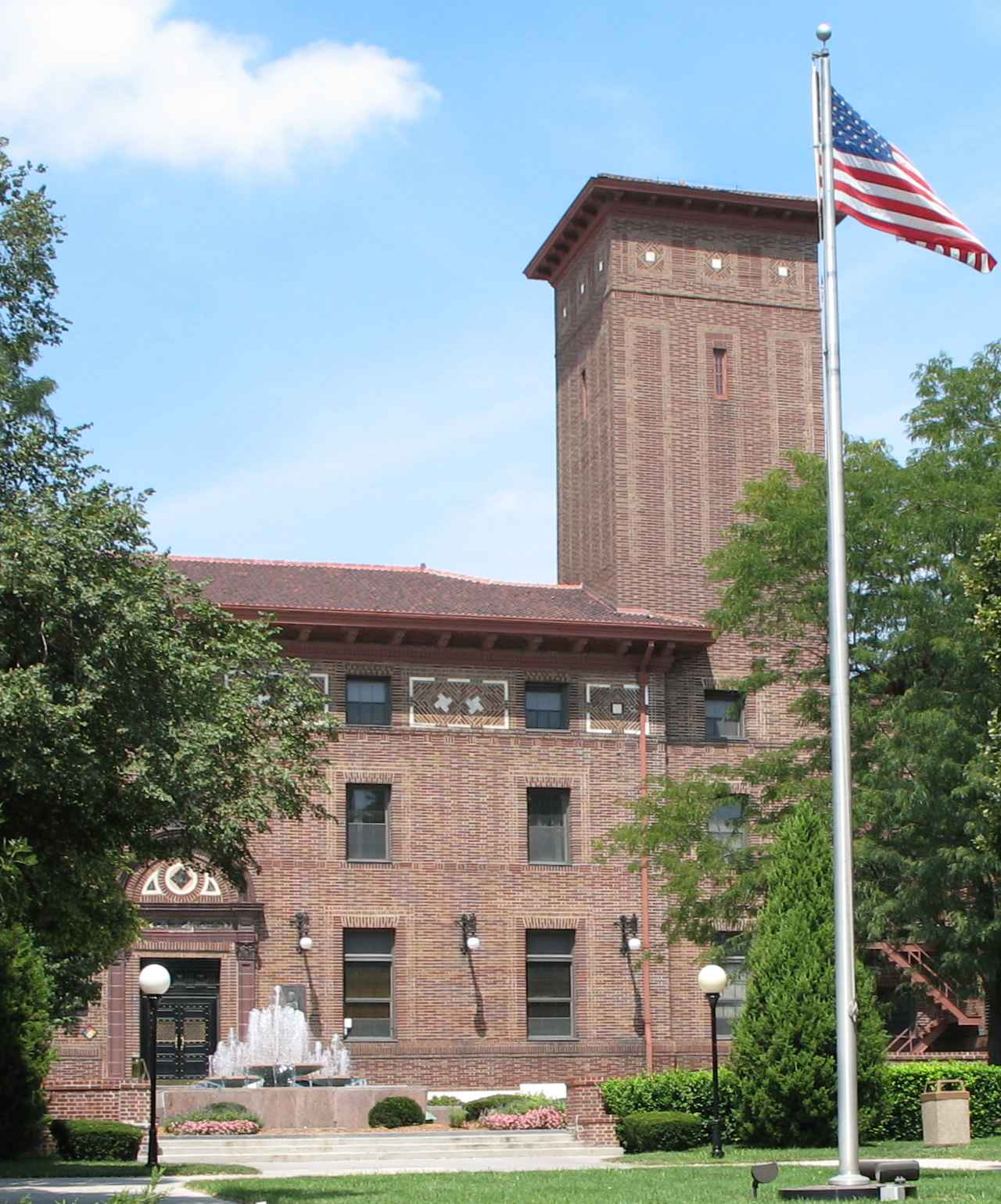
Hoofdkantoor van The Kansas City Star
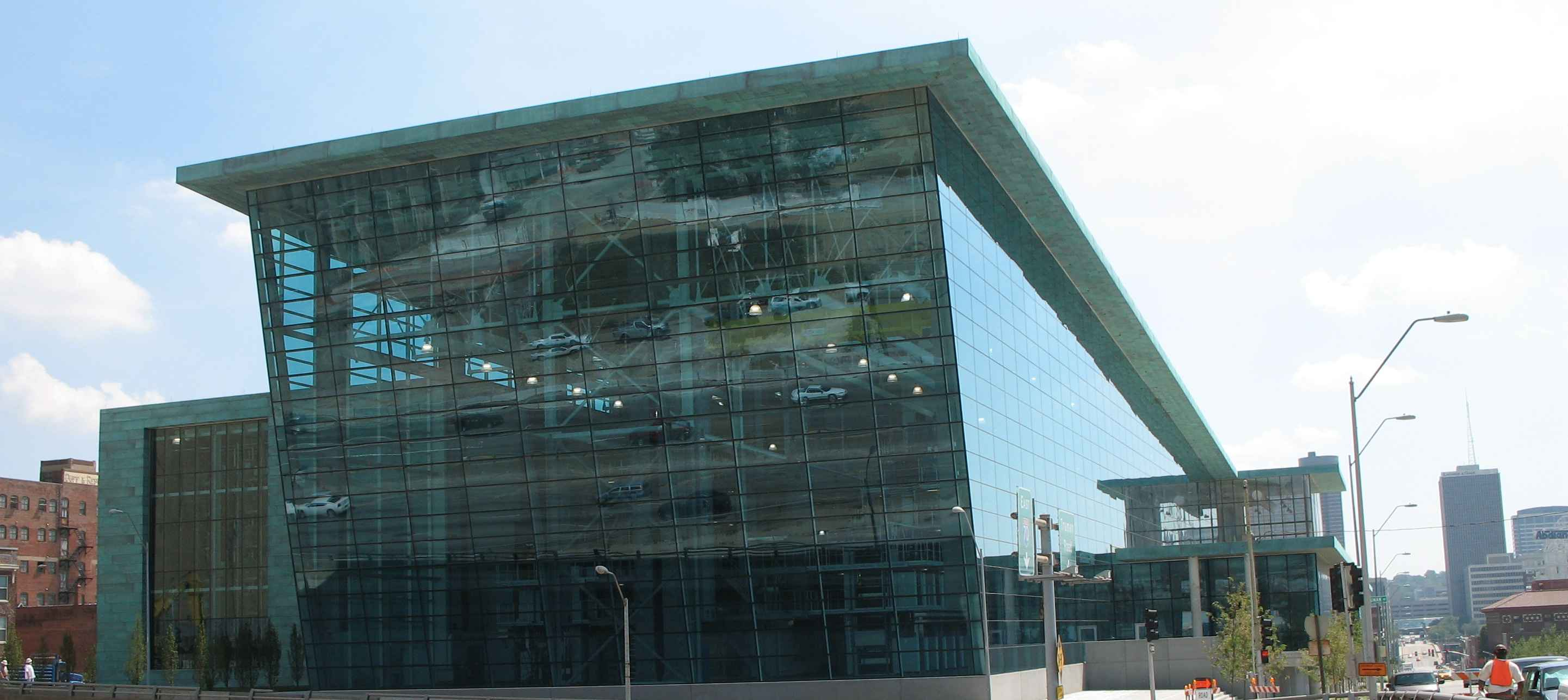
Nieuwe drukkerij uit 2006